# Driedaagse De Panne - Koksijde 2017
La Driedaagse De Panne - Koksijde 2017 (it.: Tre giorni di La Panne), quarantunesima edizione della corsa, valevole come prova dell'UCI Europe Tour 2017 categoria 2.HC, si svolse in tre tappe e due semitappe dal 28 al 30 marzo 2017 su un percorso di 531,1 km, con partenza ed arrivo a De Panne, in Belgio. La vittoria fu appannaggio del belga Philippe Gilbert, che terminò il percorso in 12h08'57" alla media di 43,696 km/h, precedendo l'austriaco Matthias Brändle e il norvegese Alexander Kristoff.
Al traguardo di De Panne furono 109 i ciclisti, dei 187 alla partenza, che portarono a termine la competizione.

## Tappe
| Tappa  | Data     | Percorso                                | km    | Vincitore di tappa | Leader cl. generale |
| ------ | -------- | --------------------------------------- | ----- | ------------------ | ------------------- |
| 1ª     | 28 marzo | De Panne > Zottegem                     | 205,5 | Philippe Gilbert   | Philippe Gilbert    |
| 2ª     | 29 marzo | Zottegem > Koksijde                     | 192,9 | Alexander Kristoff | Philippe Gilbert    |
| 3ª-1ª  | 30 marzo | De Panne > De Panne                     | 118,5 | Marcel Kittel      | Philippe Gilbert    |
| 3ª-2ª  | 30 marzo | De Panne > De Panne (cron. individuale) | 14,2  | Luke Durbridge     | Philippe Gilbert    |
| Totale | Totale   | Totale                                  | 531,1 |                    |                     |

## Squadre e corridori partecipanti
| N.      | Cod. | Squadra                |
| ------- | ---- | ---------------------- |
| 1-8     | KAT  | Team Katusha-Alpecin   |
| 11-18   | QST  | Quick-Step Floors      |
| 21-28   | LTS  | Lotto-Soudal           |
| 31-38   | ORS  | Orica-Scott            |
| 41-48   | BOH  | Bora-Hansgrohe         |
| 51-58   | TFS  | Trek-Segafredo         |
| 61-68   | UAD  | UAE Team Emirates      |
| 71-78   | BRD  | Bardiani-CSF           |
| 81-88   | ABS  | Aqua Blue Sport        |
| 91-98   | DEN  | Direct Énergie         |
| 101-108 | FVC  | Fortuneo-Vital Concept |
| 111-118 | GAZ  | Gazprom-RusVelo        |

| N.      | Cod. | Squadra                        |
| ------- | ---- | ------------------------------ |
| 121-128 | ICA  | Israel Cycling Academy         |
| 131-138 | NIP  | Nippo-Vini Fantini             |
| 141-148 | RNL  | Roompot-Nederlandse Loterij    |
| 151-158 | SVB  | Sport Vlaanderen-Baloise       |
| 161-168 | VWC  | Vérandas Willems-Crelan        |
| 171-178 | WGG  | Wanty-Groupe Gobert            |
| 181-188 | WVA  | WB Veranclassic Aqua Protect   |
| 191-198 | WIL  | Wilier Triestina-Selle Italia  |
| 201-208 | CIB  | Cibel-Cebon                    |
| 211-218 | TJI  | Joker Icopal                   |
| 221-228 | PSV  | Pauwels Sauzen-Vastgoedservice |
| 231-238 | TIS  | Tarteletto-Isorex              |

## Dettagli delle tappe

### 1ª tappa
- 28 marzo: De Panne > Zottegem – 205,5 km

Risultati
| Pos. | Corridore        | Squadra    | Tempo    |
| ---- | ---------------- | ---------- | -------- |
| 1    | Philippe Gilbert | Quick-Step | 4h36'18" |
| 2    | Luke Durbridge   | Orica      | a 17"    |
| 3    | Simone Consonni  | UAE        | a 34"    |

| Pos. | Corridore        | Squadra    | Tempo    |
| ---- | ---------------- | ---------- | -------- |
| 1    | Philippe Gilbert | Quick-Step | 4h36'05" |
| 2    | Luke Durbridge   | Orica      | a 22"    |
| 3    | Simone Consonni  | UAE        | a 43"    |

### 2ª tappa
- 29 marzo: Zottegem > Koksijde – 192,9 km

Risultati
| Pos. | Corridore          | Squadra    | Tempo    |
| ---- | ------------------ | ---------- | -------- |
| 1    | Alexander Kristoff | Katusha    | 4h37'29" |
| 2    | Edward Theuns      | Trek       | s.t.     |
| 3    | Marcel Kittel      | Quick-Step | s.t.     |

| Pos. | Corridore          | Squadra    | Tempo    |
| ---- | ------------------ | ---------- | -------- |
| 1    | Philippe Gilbert   | Quick-Step | 9h13'28" |
| 2    | Matthias Brändle   | Trek       | a 50"    |
| 3    | Alexander Kristoff | Katusha    | a 1'07"  |

### 3ª tappa - 1ª semitappa
- 30 marzo: De Panne > De Panne – 118,5 km

Risultati
| Pos. | Corridore          | Squadra    | Tempo    |
| ---- | ------------------ | ---------- | -------- |
| 1    | Marcel Kittel      | Quick-Step | 2h37'29" |
| 2    | Alexander Kristoff | Katusha    | s.t.     |
| 3    | Sacha Modolo       | UAE        | s.t.     |

| Pos. | Corridore          | Squadra    | Tempo     |
| ---- | ------------------ | ---------- | --------- |
| 1    | Philippe Gilbert   | Quick-Step | 11h51'02" |
| 2    | Matthias Brändle   | Trek       | a 50"     |
| 3    | Alexander Kristoff | Katusha    | a 58"     |

### 3ª tappa - 2ª semitappa
- 30 marzo: De Panne > De Panne – Cronometro individuale – 14,2 km

Risultati
| Pos. | Corridore          | Squadra | Tempo  |
| ---- | ------------------ | ------- | ------ |
| 1    | Luke Durbridge     | Orica   | 17'38" |
| 2    | Sylvain Chavanel   | Direct  | s.t.   |
| 3    | Alexander Kristoff | Katusha | a 2"   |

| Pos. | Corridore          | Squadra    | Tempo     |
| ---- | ------------------ | ---------- | --------- |
| 1    | Philippe Gilbert   | Quick-Step | 12h08'57" |
| 2    | Matthias Brändle   | Trek       | a 38"     |
| 3    | Alexander Kristoff | Katusha    | a 43"     |

## Evoluzione delle classifiche
| Tappa              | Vincitore          | Classifica generale Maglia bianca | Classifica a punti Maglia verde | Classifica scalatori Maglia rossa | Classifica sprint intermedi Maglia azzurra | Classifica a squadre |
| ------------------ | ------------------ | --------------------------------- | ------------------------------- | --------------------------------- | ------------------------------------------ | -------------------- |
| 1ª                 | Philippe Gilbert   | Philippe Gilbert                  | Philippe Gilbert                | Brice Feillu                      | Philippe Gilbert                           | Trek-Segafredo       |
| 2ª                 | Alexander Kristoff | Philippe Gilbert                  | Alexander Kristoff              | Piet Allegaert                    | Philippe Gilbert                           | Trek-Segafredo       |
| 3ª-1ª              | Marcel Kittel      | Philippe Gilbert                  | Alexander Kristoff              | Piet Allegaert                    | Philippe Gilbert                           | Trek-Segafredo       |
| 3ª-2ª              | Luke Durbridge     | Philippe Gilbert                  | Alexander Kristoff              | Piet Allegaert                    | Philippe Gilbert                           | Trek-Segafredo       |
| Classifiche finali | Classifiche finali | Philippe Gilbert                  | Alexander Kristoff              | Piet Allegaert                    | Philippe Gilbert                           | Trek-Segafredo       |

## Classifiche finali

### Classifica generale - Maglia bianca
| Pos. | Corridore           | Squadra    | Tempo     |
| ---- | ------------------- | ---------- | --------- |
| 1    | Philippe Gilbert    | Quick-Step | 12h08'57" |
| 2    | Matthias Brändle    | Trek       | a 38"     |
| 3    | Alexander Kristoff  | Katusha    | a 43"     |
| 4    | Sylvain Chavanel    | Direct     | a 58"     |
| 5    | Pierre-Luc Périchon | Fortuneo.  | a 1'39"   |
| 6    | Maxime Vantomme     | WB Veran.  | a 1'50"   |
| 7    | Edward Theuns       | Trek       | a 1'54"   |
| 8    | Pim Lightart        | Roompot    | a 2'10"   |
| 9    | Boy van Poppel      | Trek       | a 2'24"   |
| 10   | Jasper De Buyst     | Lotto      | a 2'46"   |

### Classifica a punti - Maglia verde
| Pos. | Corridore          | Squadra    | Punti |
| ---- | ------------------ | ---------- | ----- |
| 1    | Alexander Kristoff | Katusha    | 46    |
| 2    | Marcel Kittel      | Quick-Step | 33    |
| 3    | Edward Theuns      | Trek       | 32    |
| 4    | Philippe Gilbert   | Quick-Step | 28    |
| 5    | Luke Durbridge     | Orica      | 28    |

### Classifica scalatori - Maglia rossa
| Pos. | Corridore        | Squadra    | Punti |
| ---- | ---------------- | ---------- | ----- |
| 1    | Piet Allegaert   | Sport Vl.  | 25    |
| 2    | Brice Feillu     | Fortuneo   | 16    |
| 3    | Philippe Gilbert | Quick-Step | 15    |
| 4    | Luke Durbridge   | Orica      | 12    |
| 5    | Dries Devenyns   | Quick-Step | 11    |

### Classifica sprint intermedi - Maglia azzurra
| Pos. | Corridore        | Squadra    | Punti |
| ---- | ---------------- | ---------- | ----- |
| 1    | Philippe Gilbert | Quick-Step | 9     |
| 2    | Anders Skaarseth | Joker      | 3     |
| 3    | Lawrence Naesen  | WB Veran.  | 3     |
| 4    | Matthias Brändle | Trek       | 3     |
| 5    | Sylvain Chavanel | Direct     | 2     |

### Classifica a squadre
| Pos. | Squadra              | Tempo     |
| ---- | -------------------- | --------- |
| 1    | Trek-Segafredo       | 36h31'56" |
| 2    | Team Katusha-Alpecin | a 4'25"   |
| 3    | UAE Team Emirates    | a 6'25"   |
| 4    | Wanty-Groupe Gobert  | a 9'13"   |
| 5    | Direct Énergie       | a 12'19"  |